# Vincent De Marinis
Vincent De Marinis (ur. 18 maja 1993) – kanadyjski zapaśnik walczący w stylu wolnym. Zajął 24. miejsce na mistrzostwach świata w 2022. Brązowy medalista mistrzostw panamerykańskich w 2015 i 2021. Wicemistrz igrzysk frankofońskich w 2013 i 2017. Trzeci na mistrzostwach Wspólnoty Narodów w 2016. Piąty na igrzyskach Wspólnoty Narodów w 2018. Brązowy medalista akademickich MŚ w 2018 roku.
Zawodnik Uniwersytetu Concordia.